# Casa-Museo Tomás Morales
La Casa-Museo Tomás Morales está instalada en la casa natal del poeta Tomás Morales (1884-1921). Poeta formado en el Modernismo, que supo adaptar el lujo expresivo y musical a los motivos del mar y de su isla natal. Con su obra unitaria Las Rosas de Hércules, forma parte de los grandes innovadores que abrieron un camino a la poesía contemporánea española.

## La Casa-Museo
La Casa-Museo Tomás Morales es una entidad pública dependiente de la Consejería de Presidencia,Cultura y Nuevas Tecnologías del Cabildo de Gran Canaria.
El museo está ubicado en la casa natal y domicilio familiar del poeta Tomás Morales Castellano en la Villa de Moya, Gran Canaria. El inmueble fue adquirido por el  Cabildo de Gran Canaria a los herederos del poeta en 1966 e inaugurado como casa-museo en octubre de 1976.
Nacida con vocación biográfico-histórica con el objetivo de salvaguardar la memoria y asegurar la proyección de la obra del poeta modernista, producción que traspasó las fronteras insulares y penetró en la cultura modernista hispánica.
El trabajo de la Casa-Museo Tomás Morales, su gestión, consiste primordialmente en:
- guardar la palabra y memoria del poeta y otros legados similares o complementarios, estudiarlos, divulgarlos y trasmitirlos a la sociedad
- reconstruir la intimidad del autor para que el visitante evoque lo allí vivido, como camino de acercamiento al autor a través de su espacio familiar
- evidenciar estos espacios interiores y exteriores del autor para la comprensión de su obra.

Por su carácter específico de casa-museo de escritor su singularidad estriba en la intimidad del autor por encima, incluso, de los fondos que alberga.
La temática del museo se amplía al contexto histórico literario en el que se desarrolló o gestó parte de su producción literaria.
En un recorrido por sus salas el visitante se adentra en el conocimiento de la figura humana y literaria del poeta Tomás Morales, a través del patrimonio documental, museográfico y testimonial que se expone y conserva en esta institución y que incluye el conjunto que forman sus objetos personales, mobiliario y piezas de arte, además de todo lo relacionado con la vida, obra del poeta del mar y la influencia que su entorno natal tuvo en ambas.
Convoca el Premio Internacional de Poesía Tomás Morales al que pueden optar los escritores que presenten obras inéditas y escritas en castellano con una extensión mínima de quinientos versos.

## El autor
Tomás Morales Castellano nació en la calle de los Álamos, en la Villa de Moya, en la casa que habitaban sus padres y que actualmente se ha convertido en Casa-Museo. Su nacimiento tuvo lugar el 10 de octubre de 1884. Sus estudios los realizó en el Colegio de San Agustín, en el tranquilo barrio de Vegueta, donde unos años antes había estudiado también Benito Pérez Galdós. Esta institución de la enseñanza canaria estuvo primero dirigida por López Botas y más tarde por otro pedagogo insigne: Don Diego Mesa de León, a quien Tomás le dedica un poema lleno de admiración titulado "Por la muerte de un educador". Los estudios universitarios de Medicina los comenzó en la facultad de Cádiz, trasladándose luego a Madrid. El ambiente literario madrileño estimuló las aficiones poéticas que alentaba el joven estudiante.
Comenzó a asistir a las tertulias que se celebraban en casa de la conocida escritora Colombine, pseudónimo de Carmen de Burgos, donde tuvo la oportunidad de recitar sus primeros versos y conocer a los autores más en boga en aquellos momentos: Díez-Canedo, Salvador Rueda, González Blanco... Precisamente sería Salvador Rueda quien le prologaría su primer libro poético, Poemas de la gloria, del amor y del mar, editado en 1908 por Magdaleno de Castro. A partir de estos años, Tomás Morales se vincula a la literatura, continúa escribiendo versos y dando recitales, y su nombre se señala ya como uno de los mejores representantes del Modernismo.
En 1910 obtiene la "flor natural" en los Juegos Florales de la ciudad de Las Palmas de Gran Canaria, donde Unamuno actuó como mantenedor. En 1920, en el Ateneo madrileño tiene lugar la lectura de Las Rosas de Hércules, LII (1919) por el propio autor, distribuyéndose, unos meses más tarde, este libro dedicado a sus padres, don Manuel Morales y doña Tomasa Castellano. También en 1920 se le tributa un homenaje en el Hotel Metropol, en el transcurso del cual el poeta recitó varios de sus poemas, con su peculiar estilo.
Finalizada su carrera, Tomás Morales comienza a ejercer en la villa marinera de Agaete. Allí contrae matrimonio con Leonor Ramos de Armas y recibe a sus muchos amigos en su casa. Poetas, artistas, médicos y periodistas visitan a Tomás Morales y amenizan las agradables tertulias, desde Néstor y Claudio de la Torre hasta Saulo Torón y Alonso Quesada, pasando por Rafael Cabrera, Nicolás Massieu y Luis Doreste Silva.
El Cabildo de Gran Canaria encargó al escultor Victorio Macho el diseño de su mausoleo. El Ayuntamiento capitalino acordó que el mismo artista modelara un busto de bronce del poeta para que fuera colocado en el Parque de San Telmo, lugar del que sería trasladado al Paseo de Tomás Morales, donde se encuentra en la actualidad.
Letras Canarias 2011. El Gobierno de Canarias dedica al poeta la edición del Día de las Letras Canarias 2011.